# Foi et Lumière
Foi et Lumière est une association chrétienne fondée en 1971. Elle regroupe des personnes ayant un handicap mental, leurs familles et amis. 

## Présentation
L'association internationale Foi et Lumière a été fondée en 1971. Elle est œcuménique. En 2011, elle compte plus de 50 000 membres dans 81 pays.
Marie-Hélène Mathieu avait déjà fondé l'Office chrétien des personnes handicapées et Jean Vanier les communautés de l'Arche afin de partager la vie des personnes ayant un handicap mental. En réponse à l’appel des parents d'enfants ayant un handicap mental, ils organisent avec eux, en avril 1971, un pèlerinage à Lourdes. Des communautés locales se développent ensuite, regroupant de 15 à 40 personnes, pour partager des temps d'amitié, de célébrations et de prière,.
En 2021, l'association compte 1 350 communautés dans 86 pays.